# Ardisia maxima
Ardisia maxima är en viveväxtart som beskrevs av Pitard. Ardisia maxima ingår i släktet Ardisia och familjen viveväxter. Inga underarter finns listade i Catalogue of Life.